# Саут Лебанон (Охајо)
Саут Лебанон (енгл. South Lebanon) град је у америчкој савезној држави Охајо.

## Демографија
По попису из 2010. године број становника је 4.115, што је 1.577 (62,1%) становника више него 2000. године.
| Група             | 2000.         | 2010.         |
| Белци             | 2.486 (98,0%) | 3.884 (94,4%) |
| Афроамериканци    | 1 (0,0%)      | 57 (1,4%)     |
| Азијати           | 5 (0,2%)      | 27 (0,7%)     |
| Хиспаноамериканци | 28 (1,1%)     | 95 (2,3%)     |
| Укупно            | 2.538         | 4.115         |